# Holmesville
Holmesville é uma vila localizada no estado norte-americano de Ohio, no Condado de Holmes.

## Demografia
Segundo o censo norte-americano de 2000, a sua população era de 386 habitantes.
Em 2006, foi estimada uma população de 412, um aumento de 26 (6.7%).

## Geografia
De acordo com o United States Census Bureau tem uma área de
0,6 km², dos quais 0,6 km² cobertos por terra e 0,0 km² cobertos por água. Holmesville localiza-se a aproximadamente 262 m acima do nível do mar.

## Localidades na vizinhança
O diagrama seguinte representa as localidades num raio de 16 km ao redor de Holmesville.